# 下清水橋
下清水橋是一座位於臺灣花蓮縣秀林鄉的橋樑，位於台九線蘇花公路158.6公里道路處，南端銜接大清水隧道。

## 沿革
台灣日治時期，因應方便車輛於臺灣東部通行，臺灣總督府決定將「東海徒步道」於1927年開始進行道路寬度拓展至3.56米，並在蘇澳到太魯閣路段鋪設砂礫路面，由於部分路段為車輪行駛區，因此鋪設了兩道混凝土路面車轍道。此後這條路在1930年時命名為「臨海道路」並於1932年全線通車，全線長約120公里，共建有9座大型橋樑和14座隧道。而位於下清水的第一代橋樑最初則以該要道的主要設施興建，為通往花蓮港-蘇澳的「第七號橋」。
臺灣戰後時期，臨海道路改稱為「蘇花公路」，臺灣省公路局逐漸針對該要道進行逐步拓寬等工程，其中第七號橋因轉彎及道路寬度不足，故在民國60年（西元1971年）4月進行道路拉直及橋樑擴建工程而增建第二代橋樑。該橋樑屬鋼筋混凝土構造，長25公尺，淨寬7.5公尺。並鄰近清水監工站（現大清水遊憩區），完工後橋樑取名為「下清水橋」，原有的第一代橋樑則閒置而廢棄。

### 2024年4月花蓮地震
2024年4月3日，下清水橋因2024年4月花蓮地震時遭大型岩塊砸斷，並造成蘇花路廊全線中斷；其中由於第一代橋樑被重新發現，在技師評估後，確認橋台結構及承載力仍為穩固，可作為初期搶通便道使用，隨後工程人員將橋面鋪設逾20支長約12公尺的H鋼優化，並自4月6日下午6點開放通行。採時段性、單線雙向放行，夜間實施預警性封閉管制。
搶修措施方面，公路局於4月4日表示研擬四階段之橋樑搶修策略，包括：
- 第一階段：於4月3日以第一代橋樑開闢人行道，以使受困者進行脫困與疏散行動。[10]
- 第二階段：於4月6日開闢車行便道，先提供小客車通行，第一代橋樑採戰備鋼梁密排銲接；二端引道採鋪設點銲鋼線網澆置20公分厚混凝土，銜接公路。[10]
- 第三階段：中期安全提升（優化緊急通行便道），規劃2024年5月底開放大型車輛恢復通行。[10]
- 第四階段：已於2024年12月12日完成橋梁復建。[10][11][12]

由於1930年闢建的第一代橋梁並無文化資產身分，花蓮縣文化局則表示將主動詢問交通部公路局，若確認在花蓮縣轄內將告知依《文化資產保存法》規範進行文化資產價值評估，及建議補正辦理文化資產價值評估現勘程序。
2024年12月，11日時拆除依日治時期舊橋橋體改建的便橋加寬部分（原日治時期舊橋橋體仍保留），20日時重建之下清水橋完工並恢復雙向通車。

## 另見
- 崇德隧道
- 匯德隧道
- 清水隧道
- 和平隧道
- 清水斷崖
- 蘇花古道